# إيستون (كونيتيكت)
إيستون (بالإنجليزية: Easton, Connecticut)‏ هي منطقة سكنية تقع في الولايات المتحدة في كونيتيكت. يقدر عدد سكانها بـ 7,490 نسمة ومساحتها 74.1 كم2 وترتفع عن سطح البحر 92 متر.

## أعلام
- موريس كارنوفسكي
- هانس كونينغ
- توماس بور أوسبورن
- إيغور سيكورسكي
- كاردنر